# 目国内岳
目国内岳（めくんないだけ）は、ニセコ連峰西山系にある北海道磯谷郡蘭越町と岩内郡岩内町とにまたがる火山。ニセコ積丹小樽海岸国定公園内にある。
標高は1,220 mであるが、三等三角点（点名「四国内」）が設置されている場所の標高は1202.3 mである。
山名は目国内川の水源に位置することによるが、アイヌ語で「メクウンナイ」は（物の背後にある谷川）を意味する。

## 近隣の山

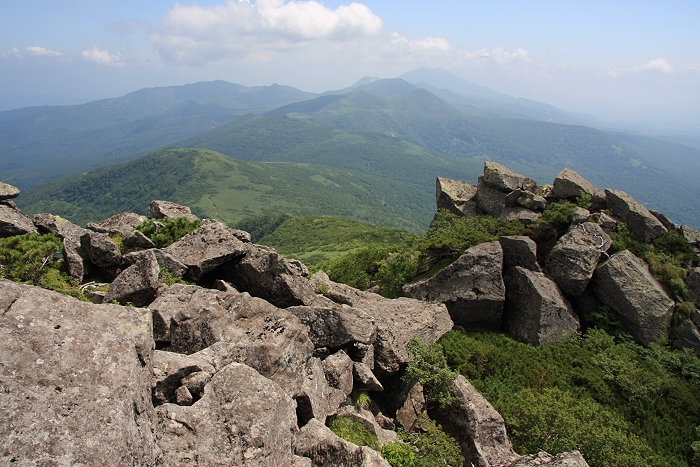
山頂から俯瞰するニセコ連峰

- 前目国内岳 (980.8 m)
- 雷電山 (1,211.7 m)
- 幌別岳 (1,174 m)
- 岩内岳 (1,085.7 m)
- チセヌプリ (1,134.2 m)
- シャクナゲ岳 (1,074 m)